# Cortes Gerais e Extraordinárias da Nação Portuguesa

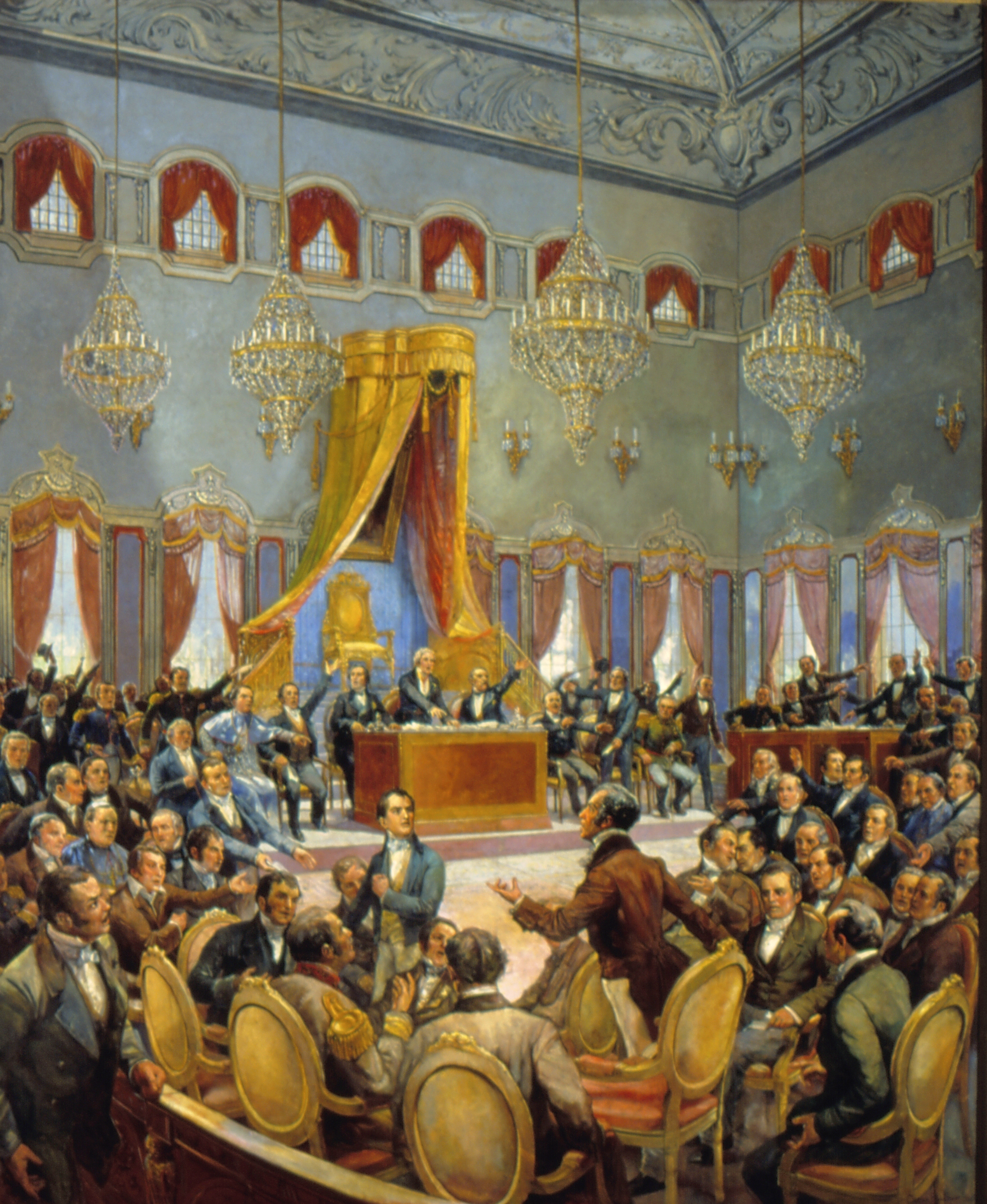
As Cortes Constituintes de 1820 que aprovaram a primeira Constituição, por Oscar Pereira da Silva.

As Cortes Gerais e Extraordinárias da Nação Portuguesa, também frequentemente designadas por Soberano Congresso e conhecidas na historiografia portuguesa como Cortes Constituintes de 1820 ou Cortes Constituintes Vintistas, foram o primeiro parlamento português no sentido moderno do conceito. 
A sua base inicial da convocação estava, em grande parte, baseada nas antigas Cortes Gerais, só que o sistema de votação para designar os seus delegados agora foi diferente, e não estariam mais separados os três tradicionais estamentos feudais (clero, nobreza e povo). 
Instituída na sequência da Revolução Liberal do Porto em 24 de agosto de 1820 para elaborar e aprovar uma constituição para Portugal, os trabalhos parlamentares deste órgão decorreram entre 24 de Janeiro de 1821 e 4 de Novembro de 1822 no Palácio das Necessidades, em Lisboa. Das suas sessões saíram profundas alterações ao regime político português e foram iniciadas reformas que teriam no século seguinte um enorme impacto sociopolítico. 
Os trabalhos das Cortes Constituintes culminaram com a aprovação da Constituição Portuguesa de 1822. A sessão de encerramento das cortes, presidida pelo rei João VI, ocorreu a 4 de novembro de 1822.

## Origem
O governo instalado após a Revolução do Porto, a Junta Provisional do Governo Supremo do Reino, decidiu convocar cortes, para o que a 1 de Setembro de 1820 mandou constituir uma comissão preparatória. A Comissão publicou a 22 de Novembro daquele ano as Instruções para eleição de deputados às Cortes, as quais se realizaram em Dezembro de 1820.
O método escolhido pela Comissão para designar os representantes da nação foi o sistema eleitoral consagrado na Constituição de Cádis de 1812, apenas com algumas adaptações à realidade portuguesa. Consistia num complexo sufrágio indirecto através da formação de juntas eleitorais de paróquia, de comarca e de província. Os cidadãos do sexo masculino maiores de 25 anos (nalguns casos maiores de 21 anos) com emprego, ofício ou ocupação útil, elegiam grandes eleitores que, por sua vez, escolhiam os eleitores de comarca. Estes reuniam-se na capital da província e elegiam os deputados às cortes constituintes, os quais não podiam ser menores de 25 anos, à razão de um por cada 30 000 habitantes.
Apesar da complexidade e da inexperiência, o intrincado processo das primeiras eleições portuguesas ficou concluído no dia de Natal de 1820, com deputados eleitos na maioria das províncias. Os restantes foram sendo eleitos nos meses imediatos.

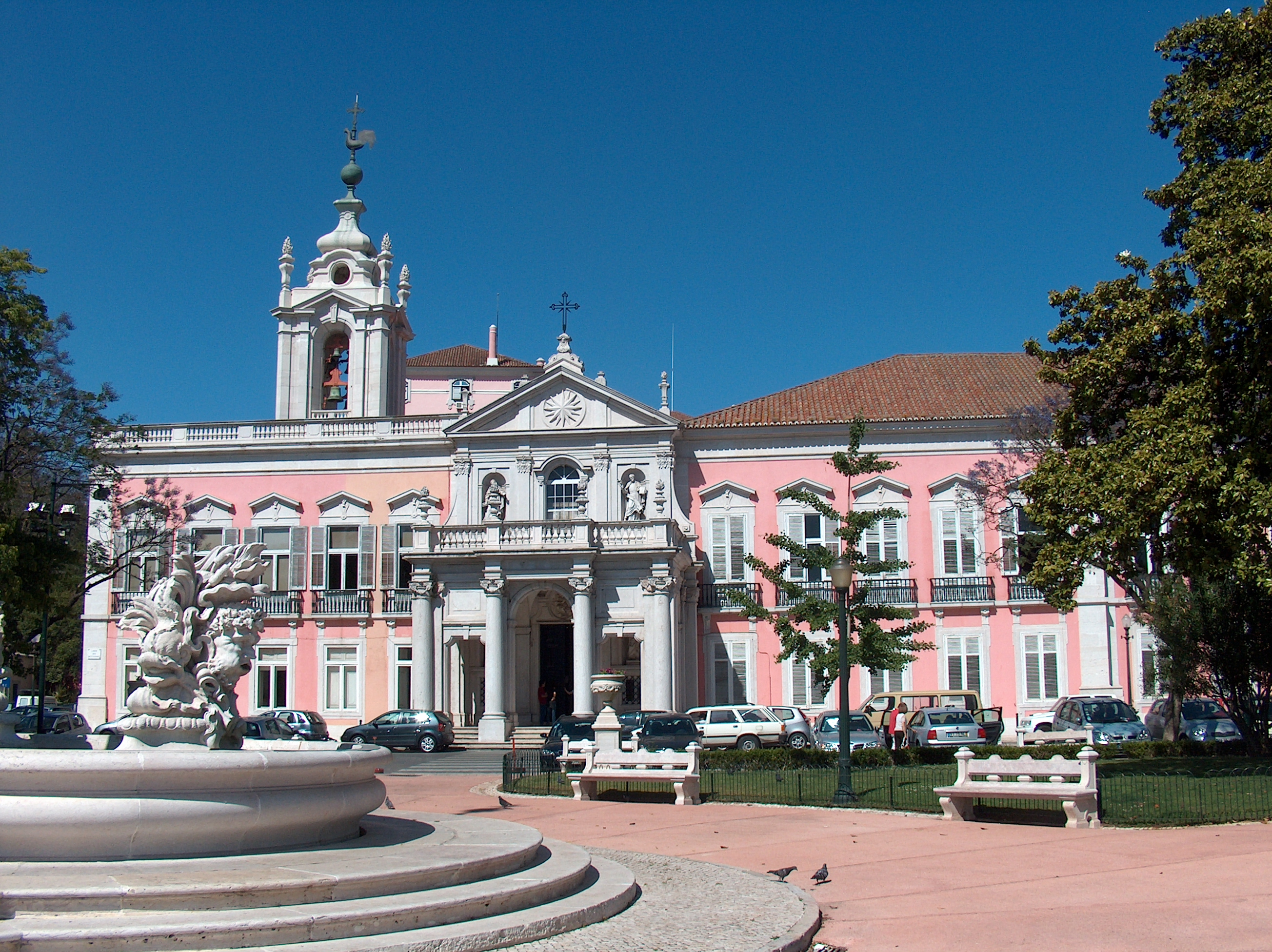
Palácio das Necessidades, sede das Cortes Constituintes de 1820.

A reunião instituidora das Cortes Gerais, Extraordinárias e Constituintes da Nação Portuguesa, também designadas por Soberano Congresso, ocorreu a 24 de Janeiro de 1821 no Palácio das Necessidades. 
O Soberano Congresso aprovou a 9 de Março de 1821, menos de três meses após a sua reunião constitutiva, as "Bases da Constituição", documento que foi jurado por João VI de Portugal a 4 de Julho imediato, logo após o seu regresso do Brasil. 
A partir das Bases da Constituição juradas pelo rei, as Cortes elaboraram e aprovaram a primeira Constituição portuguesa, a qual foi aprovada a 30 de Setembro de 1822, tendo as Cortes Gerais, Extraordinárias e Constituintes da Nação Portuguesa reunido pela última vez a 4 de Novembro de 1822. A Constituição Política da Monarquia Portuguesa de 1822, apesar de ter vigorado por períodos curtos, transformou-se num documento inspirador do liberalismo português, com reflexos que percorreram todo o período da Monarquia Constitucional Portuguesa e influenciaram mesmo a primeira constituição republicana de Portugal, aprovada quase um século depois.

## Deputados

### Reino de Portugal
Foram os seguintes os deputados que participaram na sessão preparatória de 24 de Janeiro de 1821:

#### Província do Minho
- Francisco Wanzeller
- Antonio Pereira
- José Maria Xavier de Araujo
- Francisco Xavier Calheiros
- João de Sousa Pinto de Magalhães
- José Ferreira Borges
- Rodrigo Ribeiro Telles da Sylva
- João Baptista Felgueiras
- Basílio Alberto de Sousa Pinto
- Vicente da Soledade e Castro
- João Pereira da Sylva
- José Joaquim Rodrigues de Bastos
- Joaquim José dos Santos Pinheiro
- Antonio Ribeiro da Costa
- Manoel Martins Couto

#### Província de Trás-os-Montes
- Bernardo Corrêa de Castro e Sepulveda
- Manoel Gonçalves de Miranda
- Antonio Lobo de Barbosa Teixeira Ferreira Girão

#### Província da Beira
- José Maria de Sousa e Almeida
- José de Gouvêa Osorio
- Antonio Pinheiro d'Azevedo e Sylva
- Francisco de Paula Vieira da Silva Tovar, Barão de Molellos
- José Pedro da Costa Ribeiro Teixeira
- José de Mello de Castro e Abreu
- Bispo de Lamego
- João de Figueiredo
- José Joaquim de Faria
- José Ribeiro Saraiva
- Antonio José Ferreira de Sousa
- Pedro José Lopes d'Almeida
- Manoel Fernandes Thomaz
- José Joaquim Ferreira de Moura
- Antonio Maria Osorio Cabral
- Thomé Rodrigues Sobral
- Manoel de Serpa Machado

#### Província de Alentejo
- Carlos Honorio de Gouvêa Durão
- João Vicente da Sylva
- Joaquim Annes de Carvalho
- João Rodrigues de Brito
- José Victorino Barreto Feyo
- Ignacio da Costa Brandão
- José Antonio da Rosa

#### Província da Estremadura
- Bento Pereira do Carmo
- Francisco de Lemos Bittencourt
- Agostinho José Freire
- Luiz Antonio Rebello da Sylva
- Alvaro Xavier da Fonseca Coutinho e Povoas
- Luiz Monteiro
- João Alexandrino de Sousa Queiroga
- Felix Avelar Brotero
- Hermano José Braancamp do Sobral
- Francisco Antonio dos Santos
- Henrique Xavier Baeta
- José Ferrão de Mendonça e Sousa
- João Maria Soares Castello Branco
- Francisco de Paula Travassos
- Manoel Agostinho Madeira Torres
- Manoel Antonio de Carvalho
- Francisco Xavier Monteiro
- Manoel Borges Carneiro
- José Carlos Coelho Carneiro Pacheco

### Reino do Algarve
- Manoel José Placido da Sylva Negrão
- José Vaz Velho
- Jeronymo José Carneiro

### Reino do Brasil
O Brasil elegeu 97 deputados (inclusive suplentes), procuradores e delegados. No entanto, apenas 51 parlamentares assumiram o mandato. Em 29 de agosto de 1821, chegaram a Lisboa os primeiros legisladores do Reino do Brasil, oriundos da Província de Pernambuco. Outras bancadas, contudo, permaneceram no Brasil, incluindo a de Minas Gerais (a mais numerosa delas), a de Mato Grosso e a de São Pedro do Rio Grande do Sul.

#### Alagoas[4]
- Manuel Marques Grangeiro
- Francisco de Assis Barbosa
- Francisco Manuel Martins Ramos

#### Amazonas
- João Lopes da Cunha

#### Bahia[5][4]
- Cipriano Barata
- Alexandre Gomes de Argolo Ferrão
- Marcos Antônio de Sousa
- Pedro Rodrigues Bandeira
- José Lino dos Santos Coutinho
- Domingos Borges de Barros
- Luís Paulino de Oliveira Pinto da França
- Francisco Agostinho Gomes
- Luís José de Barros Leite

#### Ceará[6]
- Antônio José Moreira
- Manuel do Nascimento Castro e Silva
- José Martiniano Pereira de Alencar[7]
- Pedro José da Costa Barros

#### Espírito Santo[8]
- João Fortunato Ramos dos Santos

#### Goiás[8]
- Joaquim Teotônio Segurado

#### Maranhão[9]
- Joaquim Vieira Belford
- José João Beckman e Caldas

#### Minas Gerais
- Belchior Pinheiro de Oliveira
- Manuel Ferreira da Câmara Bittencourt Aguiar e Sá
- José Teixeira da Fonseca Vasconcelos
- Manuel Rodrigues da Costa
- Estêvão Ribeiro de Resende
- José Alves do Couto Saraiva
- Jacinto Furtado de Mendonça
- João Severiano Maciel da Costa
- Lucas Antônio Monteiro de Barros
- José de Resende Costa Filho
- Teotônio Alves de Oliveira Maciel
- Antônio Teixeira da Costa
- José de Oliveira Pinto Botelho e Mosqueira
- Manuel Veloso Soares
- João Gomes da Silveira Mendonça
- José Joaquim da Rocha
- Francisco Pereira de Santa Apolônia
- João Evangelista de Faria Lobato
- José Antônio da Silva Maia
- Lúcio Soares Teixeira de Gouveia
- Antônio da Rocha Froes
- Cândido José de Araújo Viana
- Antônio Gonçalves Gomide
- Domingos Alves de Oliveira Maciel
- José Custódio Dias
- João Gomes da Silveira Mendonça
- Francisco de Paula Pereira Duarte
- José Cesário de Miranda Ribeiro
- José Elói Ottoni

#### Pará[8]
- Romualdo de Sousa Coelho
- Francisco de Sousa Moreira

#### Paraíba[10]
- Francisco Xavier Monteiro de França
- José da Costa Cirne

#### Pernambuco[11][12]
- Domingos Malaquias de Aguiar Pires Ferreira
- Gervásio Pires Ferreira
- Inácio Pinto de Almeida Castro
- Félix José Tavares de Lira
- Manuel Zeferino dos Santos
- Pedro de Araújo Lima
- João Ferreira da Silva
- Francisco Muniz Tavares
- Antônio de Pádua Vieira Cavalcanti (suplente)
- Francisco Xavier de Lossio e Seiblitz (suplente)
- Manuel Félix de Veras

#### Piauí
- Domingos da Conceição (Suplente de Ovídio Saraiva, que não compareceu)[13]
- Manuel de Sousa Borges Leal

#### Rio de Janeiro[14]
- Custódio Gonçalves Ledo[15]

- João Soares de Lemos Brandão
- Francisco Lemos de Faria Pereira Coutinho
- José Joaquim da Cunha Azeredo Coutinho
- Luis Martins Bastos
- Joaquim Gonçalves Ledo
- Francisco Vilela Barbosa[16]
- Luis Nicolau Fagundes Varela

#### Rio Grande do Sul[17]
- João de Santa Bárbara
- José Martins Zimblão (suplente)
- José Saturnino da Costa Pereira

#### Santa Catarina[18][19]
- Lourenço Rodrigues de Andrade
- José da Silva Mafra (suplente)

#### São Paulo[20]
- Antônio Carlos Ribeiro de Andrada (não assinou ou jurou a Constituição portuguesa de 1822)
- Nicolau Pereira de Campos Vergueiro (não assinou ou jurou a Constituição portuguesa de 1822)
- José Ricardo da Costa Aguiar de Andrada (não assinou ou jurou a Constituição portuguesa de 1822)
- Diogo Antônio Feijó (não assinou ou jurou a Constituição portuguesa de 1822)
- José Feliciano Fernandes Pinheiro (assinou e jurou a Constituição portuguesa de 1822)
- Antônio Manuel da Silva Bueno (suplente; não assinou ou jurou a Constituição portuguesa de 1822)
- Antônio Pais de Barros (não tomou assento)
- Francisco de Paula Sousa e Melo (não compareceu)